# استیو بلکمن
استیو بلکمن (انگلیسی: Steve Blackman؛ زادهٔ ۲۸ سپتامبر ۱۹۶۳) کشتی‌گیر کشتی حرفه‌ای، و کاراته‌کا اهل ایالات متحده آمریکا است.